# La Furada
La Furada (en eonaviego, A Furada) es una casería perteneciente a la parroquia de San Martín del Valledor, en el concejo de Allande, comarca del Narcea, Principado de Asturias, España.